# Setodes khechara
Setodes khechara är en nattsländeart som beskrevs av Schmid 1987. Setodes khechara ingår i släktet Setodes och familjen långhornssländor. Inga underarter finns listade i Catalogue of Life.